# 菊池流帆
菊池 流帆（きくち りゅうほ、1996年12月9日 - ）は、岩手県釜石市出身のプロサッカー選手。Jリーグ・FC町田ゼルビア所属。ポジションはディフェンダー（DF）。

## 来歴
7歳からサッカーを始めたが、釜石市立釜石中学校 2年の時に東日本大震災に遭遇。自身や学校に直接の被害はなかったものの、小学校時代の地区選抜チームのコーチを亡くし、練習グラウンドに仮設住宅が建ち並ぶ状況にサッカーを断念しかけるが、横浜FCが釜石市で開いたサッカー教室で三浦知良と一緒にプレーしたことや、同じく被災地を訪問したラモス瑠偉・名波浩・福西崇史らの姿に元気づけられ、再びサッカー選手への道を歩み始める。
その年に見た第88回全国高等学校サッカー選手権大会決勝で山梨学院高校と対戦した青森山田高校の存在を知り、特待生を決めるセレクションを受けに行くも不合格。その悔しさをバネに、一般入学で青森山田高校に進む。当時はサイドハーフだったが、周りのレベルの高さを実感し、ヘディングができたことから自らセンターバックへのコンバートを志願。そこから努力を積み重ねてエアバトル（空中戦での競り合い）に磨きをかけ、一番下のDチームから上り詰めて3年次にはついに公式戦に出場できるまでになり、夏の高校総体（インターハイ）では4強進出の立役者となり優秀選手に選出される。最初で最後の出場となった第93回全国高等学校サッカー選手権大会は初戦PK戦敗退で不完全燃焼に終わるも、大会優秀選手に選ばれる とともに、日本高校サッカー選抜のメンバーに選ばれ、翌年2月のFUJI XEROX SUPER CUP2015の前座試合として行われた「NEXT GENERATION MATCH」では後半から出場、直後に行われたヨーロッパ遠征にも参加した。
高校卒業後は大阪体育大学に進学。2年生の時は怪我に泣かされたものの、コンスタントに大学選抜に選出され、3年生のときにはユニバーシアード台北大会の日本代表に選出され、優勝メンバーの一員となった。
2019年よりレノファ山口FCに加入。本人曰く、新卒時のオファーがあったのが山口からだけだったという。釜石出身として初のJリーガーとなった。3月24日、第5節・栃木SC戦でプロ入り初先発、4月14日の第9節・鹿児島ユナイテッドFC戦で挙げたプロ初ゴールが決勝点となり、2019年シーズンのホーム初勝利に貢献し、主力に定着した。
2020年にヴィッセル神戸に加入。入団当初は出場機会が少なかったものの、徐々に出場機会を増やした。11月から再開されたAFCチャンピオンズリーグでは、ベルギー代表のトーマス・フェルマーレンと共に神戸のディフェンスラインを支え、チームのベスト4に貢献した。
2021年3月6日、J1第2節・徳島ヴォルティス戦でJ1初ゴールを決めた。この年リーグ戦全38試合中37試合に出場し、5得点を挙げた。また、5月時点ではJリーグでデュエル勝利数最多を記録する など2年目のJ1で躍動し、ACL圏内で神戸のJ1最高順位となるリーグ3位に貢献。また、自身初となるJリーグ優秀選手賞に選出された。
2022年は、体調不良の影響もあり開幕戦以降4試合を欠場したが、3月6日J1第3節サンフレッチェ広島戦でスタメン出場しチームに復帰した。5月8日J1第12節ガンバ大阪戦で相手FWパトリックをスライディングで倒したプレーがVARの介入によりレッドカードの判定となり、キャリア初の退場処分を受けた。7月16日J1第22節鹿島アントラーズ戦にフル出場したが、試合後の検査で右膝後十字じん帯損傷と診断され戦列を離れた。9月10日、J1第29節名古屋グランパス戦で復帰した。
2023年3月4日のガンバ大阪戦で負傷し、診断の結果左膝前十字靭帯損傷で全治8か月と発表された。
2024年からは背番号を「81」に変更。この変更の理由は「またゼロから”這い（81）”上がる姿を見せられれば良い」としている。シーズン前の親善試合インテル・マイアミCF戦で約1年ぶりに実践復帰した。5月6日に行われた第12節新潟戦では右サイドバックでスタメン出場し、後半10分に決勝ゴールとなる得点を誘発するクロスをあげた。7月20日、第24節・名古屋戦では途中出場から自身にとっては1年9か月ぶり、チームにとっては一時逆転となる得点をあげた。10月5日、第31節・新潟戦では、またも途中出場から今度は決勝ゴールをあげた。

## 人物
- エアバトルや1対1の局面で大声で雄叫びを挙げるのが特徴。高校時代はむしろ、周りからコーチングを要求されても声を出せないタイプだったが、大学に入ってから段々と声が大きくなっていった[22]。特にレギュラーに定着した2021年シーズンに入り、新型コロナウィルス感染症 (COVID-19) の影響でサポーターの声援が禁止されている事もあり、試合中の雄叫びがスタジアムに響き渡るシーンがDAZNやJリーグの公式Twitterアカウントなどでたびたび取り上げられている[23]。
- 「いつも日記を書くのが好き」といい、大学卒業間際にブログ (note) を開始。最初の投稿には、鈴木翔登、米田隼也、中野誠也といったプロサッカー選手からも反応があった[24]。
- 愛称の「ダビドリューホ」は、本人が師匠と呼び尊敬しているダヴィド・ルイスから取っている[25]。

## 所属クラブ
- FC釜石U-15
- 青森山田高校
- 大阪体育大学
- 2019年 レノファ山口FC
- 2020年 - 2024年 ヴィッセル神戸
- 2025年 - FC町田ゼルビア

## 個人成績
| 国内大会個人成績 | 国内大会個人成績 | 国内大会個人成績 | 国内大会個人成績 | 国内大会個人成績 | 国内大会個人成績 | 国内大会個人成績 | 国内大会個人成績 | 国内大会個人成績 | 国内大会個人成績 | 国内大会個人成績 | 国内大会個人成績 |
| 年度             | クラブ           | 背番号           | リーグ           | リーグ戦         | リーグ戦         | リーグ杯         | リーグ杯         | オープン杯       | オープン杯       | 期間通算         | 期間通算         |
| 年度             | クラブ           | 背番号           | リーグ           | 出場             | 得点             | 出場             | 得点             | 出場             | 得点             | 出場             | 得点             |
| 日本             | 日本             | 日本             | 日本             | リーグ戦         | リーグ戦         | リーグ杯         | リーグ杯         | 天皇杯           | 天皇杯           | 期間通算         | 期間通算         |
| ---------------- | ---------------- | ---------------- | ---------------- | ---------------- | ---------------- | ---------------- | ---------------- | ---------------- | ---------------- | ---------------- | ---------------- |
| 2019             | 山口             | 49               | J2               | 35               | 3                | -                | -                | 2                | 0                | 37               | 3                |
| 2020             | 神戸             | 17               | J1               | 14               | 0                | 0                | 0                | -                | -                | 14               | 0                |
| 2021             | 神戸             | 17               | J1               | 37               | 5                | 4                | 0                | 2                | 0                | 43               | 5                |
| 2022             | 神戸             | 17               | J1               | 24               | 4                | 0                | 0                | 4                | 0                | 28               | 4                |
| 2023             | 神戸             | 17               | J1               | 2                | 0                | 0                | 0                | 0                | 0                | 2                | 0                |
| 2024             | 神戸             | 81               | J1               | 20               | 2                | 1                | 0                | 5                | 0                | 26               | 2                |
| 2025             | 町田             | 4                | J1               |                  |                  |                  |                  |                  |                  |                  |                  |
| 通算             | 日本             | 日本             | J1               | 97               | 11               | 5                | 0                | 11               | 0                | 113              | 11               |
| 通算             | 日本             | 日本             | J2               | 35               | 3                | -                | -                | 2                | 0                | 37               | 3                |
| 総通算           | 総通算           | 総通算           | 総通算           | 132              | 14               | 5                | 0                | 13               | 0                | 150              | 14               |

| 国際大会個人成績 | 国際大会個人成績 | 国際大会個人成績 | 国際大会個人成績 | 国際大会個人成績 |
| 年度             | クラブ           | 背番号           | 出場             | 得点             |
| AFC              | AFC              | AFC              | ACL              | ACL              |
| ---------------- | ---------------- | ---------------- | ---------------- | ---------------- |
| 2020             | 神戸             | 17               | 5                | 0                |
| 2022             | 神戸             | 17               | 3                | 0                |
| 2024-25          | 神戸             | 81               | 3                | 1                |
| 通算             | AFC              | AFC              | 11               | 1                |

その他の国際公式戦
- 2022年
  - AFCチャンピオンズリーグ2022・プレーオフ 1試合0得点

- Jリーグ初出場：2019年3月17日 - J2第4節 vs愛媛FC戦（ニンジニアスタジアム）
- Jリーグ初得点：2019年4月14日 - J2第9節 vs鹿児島ユナイテッドFC戦（維新みらいふスタジアム）

## タイトル

### クラブ
ヴィッセル神戸
- J1リーグ：2回（2023年、2024年）
- 天皇杯 JFA 全日本サッカー選手権大会：1回（2024年）

### 代表
ユニバーシアード日本代表
- ユニバーシアード（2017年）

### 個人
- 第93回全国高等学校サッカー選手権大会 大会優秀選手（2014年度）

## 代表歴
- 2014年 日本高校サッカー選抜
- 2015年 全日本大学選抜
- 2017年 全日本大学選抜
- 2017年 ユニバーシアード日本代表
  - 第29回夏季ユニバーシアード